# Carlos Ildemar Pérez
Carlos Ildemar Pérez (Maracaibo, 14 de julio de 1964) es un poeta, ensayista, dramaturgo, locutor y profesor universitario venezolano.

## Biografía
Nació en 1964 en la ciudad de Maracaibo, único varón de seis hermanos.
A comienzos de la década de 1970, participó en dos obras para títeres montadas por el director de títeres húngaro, Gyula Urbán, invitado por la dirección de cultura de la Universidad del Zulia para el Chímpete-Chámpata, con las que asistieron al Festival Mundial de Títeres realizado en México. 
En 1986 fundó junto con otros estudiantes de la Escuela de Letras de la Universidad del Zulia, el grupo literario “Los Intocables”, hasta finales de 1989. Cultivaron la narrativa, dramaturgia y poesía, además de obtener diversos premios. En 1989 quemaron la obra literaria del grupo Apocalipsis, con la finalidad de despertar el espíritu literario de la juventud.
En 1987 obtuvo el primer premio literario, en la sección poesía, homenaje al Centenario del Natalicio de Ismael Urdaneta, con el libro “Los Heredarios”, concedido por el Vicerrectorado Académico de la Universidad del Zulia. 
En 1988 fue nombrado miembro activo de la Asociación de Escritores de Venezuela Seccional Zulia. Resultó ganador del Concurso de Poesía Libre, auspiciado por la Comisión Presidencial para el Bicentenario del Natalicio del General Rafael Urdaneta. Primer premio Comisión en el concurso nacional de literatura en homenaje  al Bicentenario del Natalicio del General Rafael Urdaneta, con la obra Estrictis de la muchacha más cercana. Hace su aparición el poemario «Los Heredarios» incluido en la publicación colectiva: III Concurso Literario. En 1889 resultó ganador del Premio Literario en homenaje a María Calcaño.
En el año 1990 publica Flores para cuando María Calcaño Regrese. Ese mismo año publica su poema titulado Mandela tiene las alas abiertas y perpetuas, y es nombrado profesor de la Universidad Católica Cecilio Acosta, en las facultades de Arte y Educación (1990-1993).
En febrero de ese año publica el libro de poemas Estrictis de la muchacha más cercana.
En 1992 entra como profesor a dedicación exclusiva en la Escuela de Letras de la Facultad de Humanidades y Educación de la Universidad del Zulia (1992-2016). También se ha desempeñado como profesor en la Maestría en literatura en Universidad del Zulia. Fue profesor invitado por la Universidad de Salamanca para dictar el curso: Poetología creadora. Fue conferencista en la Universidad Autónoma de México. Dictó varias conferencias sobre literatura latinoamericana y del Caribe. Ha dictado talleres de promoción de lectura para docentes y supervisiones de educación en el Departamento de la Guajira, Colombia (2017).
En 1993 publica los poemarios Sermones para Vivir Aquí y Papá Civil. Funda en 1994 el grupo literario Decálogo junto con Víctor Azuaje, Luis Moreno Villamediana y José Gregorio Vílchez Morán, publicando la revista del grupo con el nombre de Celaje, dirigida por él, cuyo primer y único número circuló el 27 de agosto de ese año. Edita la antología temática El lago de los poetas, en coautoría con Jesús Ángel Parra, por la Secretaría de Cultura de la Gobernación del estado Zulia y la Dirección de Cultura de LUZ.
En 1995 es nombrado Jefe del Departamento de Literatura de la Secretaría de Cultura del estado Zulia.
En 1996 es Miembro Ordinario del Personal Docente y de Investigación, a dedicación exclusiva y Secretario-coordinador del Instituto de Investigaciones Literarias y Lingüísticas de la Facultad de Humanidades y Educación de LUZ.   
En 1997 funda y coordina junto con Enrique Arenas Capiello la Cátedra Libre Poesía de LUZ (1997-1998).
Obtiene el primer premio del III Concurso Literario, Mención Poesía, del Vicerrectorado Académico de LUZ; primer premio del Concurso de Poesía del Bicentenario del Natalicio del General Rafael Urdaneta; el segundo premio del V Concurso Literario, Mención Poesía en Homenaje a María Calcaño, auspiciado por el Vicerrectorado Académico de LUZ y el primer premio en la I Bienal de Poesía Udón Pérez, convocada por la Dirección de Cultura de LUZ, con el libro Sermones para vivir aquí. Se le concede el I Premio de Poesía de Corpozulia. 
El grupo de teatro Mampara escenificó el monólogo de su autoría, El viaje de Pedro Pablo y en 1999 el grupo de teatro Mampara lleva a la escena su obra, Hacer el muerto. En noviembre de ese año, asume la dirección de la Revista de Literatura Hispanoamericana, para preparar el N.º 34, que se publicará en el primer trimestre de 1997. 
En el año 2000 publica los libros de poemas para niños ¡A que no me come el gato!.
En 2002 participó como ponente en el X Simposio Internacional sobre Narrativa Hispánica Contemporánea, organizado por la Fundación Juan Goytisolo, en el Puerto de Santa María, Cádiz.
En 2004 el Grupo de Teatro Titilar escenifica Titiritiando (2004) y publica su obra Traglaba Jetoria.
En 2005 es ascendido a profesor titular de la Escuela de Letras de la Universidad del Zulia, y es nombrado director de la Escuela de Letras de la Universidad del Zulia hasta 2016. Gana la mención honorífica en la Bienal Latinoamericana de Literatura para niños “Canta Pirulero”, con la obra ¡Tantarantán!, organizado por el Ateneo de Valencia.  
En 2005 funda y presidente de la Asociación Civil Fondo Editorial Libro Libre y escribe guiones para programas de radio y libretos para programas de humor en la televisión regional. Ese mismo año sale publicado el libro Chiquirriticos musicantes, el cual fue premio en el concurso: Caminos del Sur de Literatura Infantil. Publica por segunda vez Olas para niños navegantes, esta vez una edición bilingüe: Wayuunaiki-Español, y El señor homo sapiens se hace a la vida de poeta.
En 2006 el grupo de teatro Titilar escenifica su obra titulada Requete contra súper (2006) y funda el proyecto escénico Universo Imaginante a través del cual ha presentado la obra de títeres, El globo glotón comelón tragón, de su autoría. En el 2006 fue profesor invitado por la Universidad de Salamanca para dictar un curso sobre “Poetología venezolana actual desde la tematicidad”, en el marco de la  “Cátedra de Literatura Venezolana José Antonio Ramos Sucre”, creada por convenio entre la mencionada universidad y el Consejo Nacional de la Cultura de Venezuela. Obtiene la mención de honor en el III Premio Nacional del Libro de Venezuela, por la edición bilingüe de Olas para niños navegantes, auspiciada por el CENAL.
En 2006 también recibe el Premio Caminos del Sur de Literatura Infantil mención poesía con libro Chiquirriticos Musicantes, concurso nacional convocado por la Fundación Editorial El Perro y la Rana (2006) y participa como moderador en el Segundo Coloquio: “Literatura, memoria, e imaginación de Latinoamérica a través de la oralidad y la escritura”, organizado por el Centro Coordinador y Difusor de Estudios Latinoamericanos de la Universidad Nacional  Autónoma de México, del 6 al 7 de septiembre de ese año.
Preside la Comisión para la elaboración del Proyecto del Plan para egresados de la Escuela de Letras de LUZ (2006-2008). Fundador y Editor en Jefe de la revista “De Palabra”, adscrita a la Escuela de Letras (2006-2010). En el 2007 publica La mano de obra. En 2008 ratificado como director de la Escuela de Letras de LUZ para el período 2008-2011. Preside y coordina el Encuentro Nacional de Ciberliteratura y Escritores Inéditos (abril de 2008/marzo de 2012). Director de la revista de creación e investigación de la Escuela de Letras de la Universidad del Zulia, De Palabra, con la puesta en circulación del primer número en abril de ese año.
En 2011 obtiene el primer premio en la Bienal Nacional de Literatura Miguel Ramón Utrera, en la  Mención Poesía, con la obra Provinciano Cósmico.Preside el Comité Organizador del Primer Congreso de Escuelas de Letras de Venezuela, designado por el Consejo de la Escuela de Letras de LUZ, el cual se realiza los días 14 y 15 de julio de ese año. Orden al mérito cultural “Dr. Rafael Rincón González”, en reconocimiento por su trayectoria como poeta.
En 2012 recibe el premio de poesía de la Bienal Nacional de Literatura “Miguel Ramón Utrera”, del Instituto de Cultura de Aragua y galardonado con la mención publicación del IV Bienal Nacional de Literatura “Ramón Palomares”, del estado Trujillo (2012), con el libro Tierra personal. También recibe la Orden al mérito “Dr. Jesús Enrique Lossada” y la Orden al mérito “Dr. José Antonio Borjas Sánchez”. 
En 2012 se publica en Sevilla su poemario: Estrictis de la muchacha más cercana, con prólogo de Luis Perozo Cervantes. Publica Versos en compañía de Pío y Pía. 
En 2013 edita Tierra personal. Mención Concurso de Poesía 2012, por la Fundación Casa Nacional de las Letras Andrés Bello de Caracas. Fue incluido en la Antología de literatura infantil venezolana (2013), de José Javier Sánchez. Desarrolla una labor de formación de niños poetas con su taller “El Poemamundo”.  En 2013 Publica Los Heredarios, con nota del poeta Hesnor Rivera.
En 2014 publica El bocablario; Provinciano cósmico; Tierra Personal; Más feliz que una lombriz y Universito imaginante, y ¡Tarantantán!. En 2015 recibe la mención de honor de la Bienal Nacional de Literatura Infantil “Orlando Araujo”.   
En 2016 se publica la 2.ª edición del libro de poemas Papá Civil, en San Felipe (Estado Yaracuy), en Rótulo Ediciones (Colección “Segundo Respiro”). Ese mismo año es jubilado como miembro del personal docente y de investigación de la Facultad de Humanidades y Educación de la Universidad del Zulia.
El 5 de febrero de 2018 es designado director de creación y expresión de la Secretaría de Cultura del estado Zulia y en 2020 director de la Editorial de la Universidad del Zulia (EDILUZ). En el año 2022 publica 300 Uni Versos y otros poemas tales.

### Premios
- Primer premio del III Concurso Literario, Mención Poesía (Vicerrectorado Académico de LUZ).
- El primer premio del Concurso de Poesía del Bicentenario del Natalicio del General Rafael Urdaneta
- El segundo premio del V Concurso Literario, Mención Poesía en Homenaje a María Calcaño (Vicerrectorado Académico de LUZ).
- El primer premio en la I Bienal de Poesía Udón Pérez (Dirección de Cultura de LUZ).
- El I Premio de Poesía de Corpozulia (1997).
- Mención honorífica en la Bienal de Literatura Infantil Latinoamericana “Canta Pirulero” (Ateneo de Valencia).
- Mención de Honor en el III Premio Nacional del Libro de Venezuela, por la edición bilingüe de Olas para niños navegantes (CENAL)
- Premio Caminos del Sur de Literatura Infantil mención poesía con libro Chiquirriticos Musicantes, (Fundación Editorial El Perro y la Rana)
- Premio de poesía de la Bienal Nacional de Literatura “Miguel Ramón Utrera” (Instituto de Cultura de Aragua).
- Mención publicación del V Bienal Nacional de Literatura “Ramón Palomares” (Casa Nacional de las Letras Andrés Bello)
- Mención de Honor de la Bienal Nacional de Literatura Infantil “Orlando Araujo” (2015).

## Obra publicada

### Poesía
- Los Heredarios (1988)
- Estrictis de la Muchacha más Cercana (1991)
- Flores para cuando María Calcaño Regrese (1992)
- Sermones para Vivir Aquí (1993)
- Papá Civil (1993)[27]
- El lago de los poetas (1994, co-antologísta)
- ¡A que no me come el gato! (2000)
- Olas para niños navegantes (2000).
- Olas para niños navegantes (Edición bilingüe: Wayuunaiki-Español) (2005).
- El señor homo sapiens se hace a la vida de poeta (2005)
- La mano de obra (2007)
- Chiquirriticos musicantes (2009)
- Versos en compañia de Pio y Pía (2011)[28]
- Provinciano cósmico (2012)
- Tierra personal (2013, 2014)
- El bocablario (2014)[29]
- Más feliz que una lombriz. (2014, 2015).